# Estola boliviana
Estola boliviana là một loài bọ cánh cứng trong họ Cerambycidae.